# Peloriana
Peloriana is een geslacht van Phasmatodea uit de familie Phasmatidae. De wetenschappelijke naam van dit geslacht is voor het eerst geldig gepubliceerd in 1940 door Uvarov.

## Soorten
Het geslacht Peloriana is monotypisch en omvat slechts de volgende soort:
- Peloriana lobiceps (Macleay, 1884)